# Badis autumnum
Badis autumnum (бадіс аутумнум) — новий вид риб з роду бадіс (Badis), виявлений на півночі індійського штату Західний Бенгал і описаний 2015 року. Він був знайдений лише в болотистій місцині Петла (англ. Petla)  поблизу міста Дінгата (англ. Dinhata), округ Куч-Бігар (Cooch Behar district). Ендрю Рао (англ. Andrew Arunava Rao), власник місцевої фірми з експорту тропічних риб Malabar Tropicals, відловив цих риб у річечці Ратбарі (англ. Rathbari), басейн річки Сингімарі (англ. Singimari River).

## Опис
Максимальна стандартна (без хвостового плавця) довжина риб становить 35,9 мм (самець). 
Тіло помірно видовжене і стиснуте з боків. Морда й голова округлі, очі розташовані у верхній передній частині голови. Хвостове стебло майже пряме. Контур черева у самців увігнутий, у самок, навпаки, опуклий.
Луска по боках ктеноїдна, на верхній частині голови і на грудях — циклоїдна.
Спинний плавець має 15-17 твердих і 10-11 м'яких променів, анальний, відповідно, 3 і 7-9, грудні плавці 12-14 променів.
Хребців 26.

## Забарвлення
Badis autumnum відрізняється від решти видів роду своїм забарвленням.
Кольори і малюнок на тілі у самців і самок помітно різниться між собою. Більш яскраве забарвлення самця залежить від його стану. Малюнок утворює комбінація  коричневого, чорного, жовтого і оранжевого кольорів, кольорів осені, чим і пояснюється латинська назва виду.
У самця на жовто-коричневому тлі тіла розташовано дванадцять вертикальних чорних смуг, але не всі вони бувають однаково добре помітні. Деякі з них присутні лише на спині, більш виразними є смуги на хвостовому стеблі.
Ще декілька коротких чорних смужок знаходяться у верхній частині голови. Виразна чорна пляма розташована біля кореня хвостового плавця. Ще одна темна пляма знаходиться в основі грудних плавців. Вона добре помітна в молодому віці, але зникає у дорослих риб.
Луска вкрита помаранчевими цятками.
Всі плавці темні, спинний, анальний і хвостовий мають помаранчевий відтінок. На спинному й анальному плавцях присутні чорні плямки або смужки, хвостовий має чорну облямівку.
Самка, у порівнянні з самцем, має тьмяне й нецікаве забарвлення.
У стресовому стані Badis autumnum стає блідим і майже безбарвним.

## Autumnum-група
За малюнком і кольорами Badis autumnum більше всього нагадує B. andrewraoi і B. kyanos. Всі три види походять із Західного Бенгалу і були одночасно описані. Вони не мають характерних плям біля грудних плавців, на зябрових кришках, на спинному та анальному плавцях. Натомість у них наявні помітні чорні плями посередині хвостового стебла. За цими ознаками вони були об'єднані в нову B. autumnum-групу.
Від своїх найближчих родичів B. autumnum відрізняється чорною облямівкою хвостового плавця.

## Утримання в акваріумі
Ще до появи свого наукового опису B. autumnum завозився в акваріуми під торговою назвою Badis sp. “Torpedo”.
Вид нерестився в неволі. Риби відкладають ікру в печерах. В акваріумних умовах їх імітують за допомогою шкаралупи кокосового горіха або інших наявних предметів. Ікринки майже зовсім прозорі, вони тримаються на дні, стінах і даху печери. Самець охороняє кладку і невеличку територію біля печери. Батьківська турбота припиняється в момент, коли мальки починають вільно плавати.